# ジュディ・コリンズ

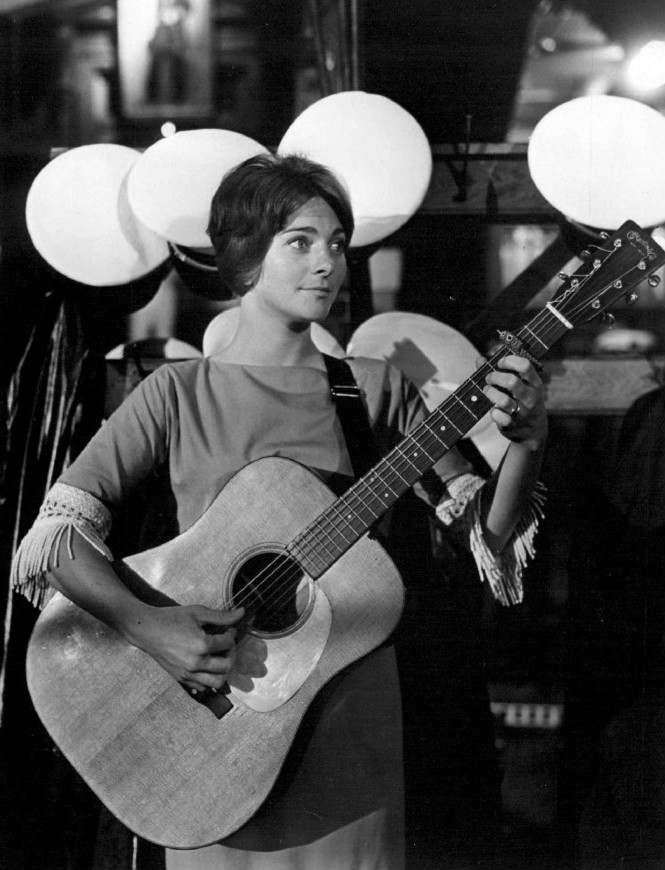
1963年のTV番組『フーテナニー』でのコリンズ

ジュディス・マージョリー・コリンズ（Judith Marjorie Collins、1939年5月1日生）は、グラミー賞受賞歴を持つ60年以上のキャリアを持つアメリカのシンガーソングライター。彼女は、フォークソング、舞台音楽、ポップス、ロックンロール、スタンダードなどを様々な嗜好の曲をレコーディングしていることで知られており、また社会活動家としても知られている。コリンズは、28枚のスタジオ・アルバム、4枚のライブ・アルバム、多数のコンピレーション・アルバム、4枚のホリデー・アルバムをリリースしている。
コリンズのデビュー・アルバム A Maid of Constant Sorrow は1961年にリリースされたが、コリンズに国際的な名声を与えたのは1967年のアルバム Wildflowers からのリード・シングル「青春の光と影」（ジョニ・ミッチェル作）であった。このシングルはビルボード・ポップ・シングル・チャートでトップ10入りを果たし]、コリンズは初のグラミー賞（最優秀フォーク・パフォーマンス賞）を受賞した 。コリンズは "Someday Soon" 、「チェルシーの朝」、「アメイジング・グレイス」、 "Cook with Honey" などをレコーディングしてさらに成功を収めた。
コリンズは、1975年にベストセラーとなったアルバム Judith からのシングル、スティーヴン・ソンドハイムの "Send in the Clowns" をレコーディングしたことでキャリア最大の成功を収めた。このシングルは1975年にビルボード・ポップ・シングル・チャートにチャートインし、その後1977年にもチャートに27週連続でランクインし、コリンズはグラミー賞の最優秀ポップ・ヴォーカル・パフォーマンス賞（女性部門）にノミネートされたほか、ソンドハイムもソング・オブ・ザ・イヤー賞（グラミー賞）にもノミネートされた。2017年のコリンズの「アメイジング・グレイス」のレンディションは、同年「文化的に、歴史的に、または芸術的に重要なもの」としてアメリカ議会図書館によって全米録音資料登録簿に保存されることになった。2019年、ジュディ・コリンズは80歳にして初のアルバム1位をアメリカのビルボード・チャートで獲得した。

## 音楽家としてのキャリア
コリンズはワシントン州シアトルで5人兄弟の長女として生まれ、最初の10年間をシアトルで過ごした。盲目の歌手、ピアニスト、ラジオ番組の司会者であった父親が、1949年にコロラド州デンバーで就職し、一家は同地に引っ越した。コリンズはクラシックピアノをアントニア・ブリコに師事し、13歳でモーツァルトの「2台のピアノのための協奏曲」を演奏してデビューした。ブリコは当時も後にも、コリンズがフォーク・ソングに興味を持ち始めたことを軽視していたため、ピアノのレッスンを中断するという難しい決断を迫られた。数年後、国際的に知られるようになったコリンズは、デンバーでのコンサートにブリコを招待した。演奏後に二人が会った時、ブリコはコリンズの両手を手に取り、彼女の指を悲しそうに見つめながら、「リトル・ジュディ、あなたは本当にいろいろなところに行けたのに」と言ったと伝えられている。さらに後になって、コリンズはブリコ自身が若い頃にジャズやラグタイムのピアノを弾いて生計を立てていたことを知った（"Singing Lessons" 71-72頁）。コリンズは幼少期、父親を通じて多くのプロのミュージシャンと出会うという幸運に恵まれた。
しかし、コリンズの興味を掻き立てたのはウディ・ガスリーやピート・シーガーの音楽、そして1960年代初頭のフォークリバイバルの伝統的な曲であり、彼女の中に歌詞への愛を呼び覚ました。ピアノの神童としてデビューしてから3年後、彼女はギターを弾くようになっていた。デンバーのイースト・ハイスクールを卒業後、フォーク・アーティストとして初めて公の場に登場したのは、コロラド州ボルダーのマイケルズ・パブとデンバーのフォーク・クラブ「エクソダス」だった。コリンズの音楽は夫が教えていたコネチカット大学で人気を博した。コリンズはパーティーや大学のラジオ局でデビッド・グリスマンやトム・アザリアン（Tom Azarian）と共に演奏した。 やがて彼女はニューヨークのグリニッジ・ヴィレッジに移り住み、ガーデのフォーク・シティなどのクラブで演奏した後、エレクトラ・レコードと契約して35年間に渡って活動を続けた。1961年、コリンズは22歳の時にファースト・アルバム A Maid of Constant Sorrow をリリースした。
最初は、伝統的なフォークソングや他人が書いた曲、特にトム・パクストン、フィル・オクス、ボブ・ディランなどの当時のプロテストソングライターの曲を歌っていた。コリンズはディランの「ミスター・タンブリン・マン」やピート・シーガーの「ターン・ターン・ターン」など、当時の重要な曲を自分のバージョンで録音した。コリンズはまた、あまり知られていないミュージシャンをより多くの人に知ってもらうことにも貢献した。例えば、彼女は長年にわたって親交を深めたカナダの詩人レナード・コーエンの曲を録音した。また、エリック・アンダーセン、フレッド・ニール、イアン・タイソン、ジョニ・ミッチェル、ランディ・ニューマン、ロビン・ウィリアムソン、リチャード・ファリーニャなどのシンガーソングライターの曲も、彼らが国民的な評価を得るずっと前に録音している。
コリンズの最初の数枚のアルバムはギターを基盤にしたストレートなフォークソングで構成されていたが、1966年のアルバム In My Life では、ビートルズ、レナード・コーエン、ジャック・ブレル、クルト・ヴァイルなどの多様なソースからの作品を含むようになり、彼女はその幅を広げ始めた 。マーク・エイブラムソンがプロデュース、ジョシュア・リフキンがアレンジを担当し、多くのナンバーに豊かなオーケストレーションを加えた。このアルバムはフォーク・アーティストとしての大きな出発点となり、コリンズのその後の10年間の活動の道筋を示した。
同じくエイブラムソンがプロデュースし、リフキンが編曲した1967年のアルバム Wildflowersで、コリンズは "Since You've Asked" を皮切りに自作曲を録音し始めた。このアルバムはまた、コリンズにミッチェルの「青春の光と影 Both Sides, Now」の大ヒットとグラミー賞を与え、1968年12月にはビルボード・ホット100で8位を記録した。
1968年の映画 The Subject Was Roses では2曲（「時の流れを誰が知る」と "Albatross" ）がフィーチャーされている。

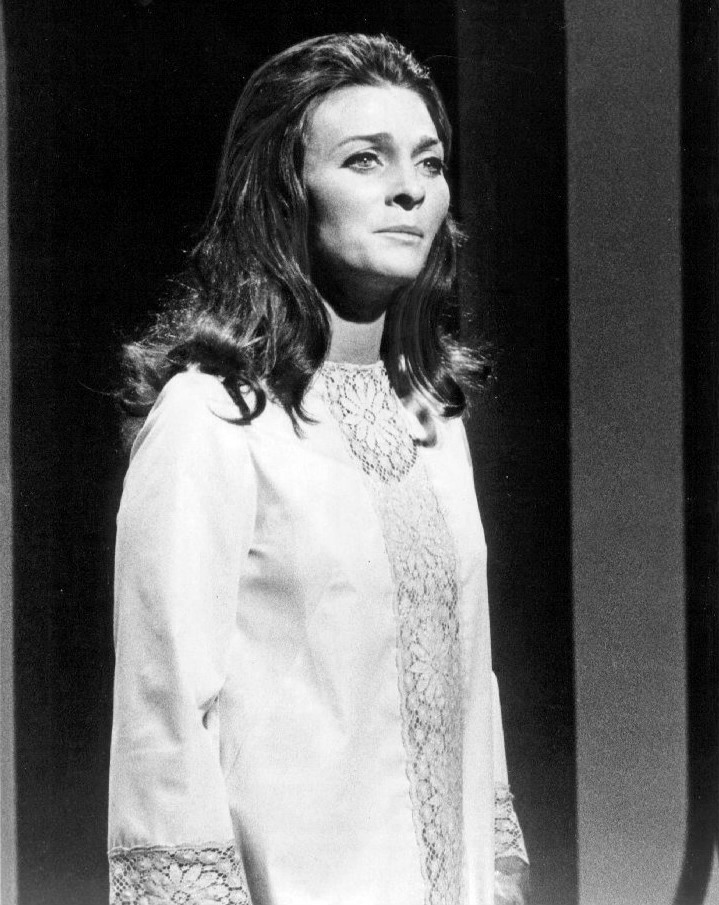
1968年、「スマザーズブラザーズのコメディアワー」に出演するコリンズ

コリンズの1968年のアルバム Who Knows Where the Time Goes は、デヴィッド・アンダールがプロデュースし、当時交際していたクロスビー、スティルス、ナッシュ&ヤングのスティーヴン・スティルスがバックアップ・ギターで参加している。（スティルスのCSNでの名曲「組曲: 青い眼のジュディ」のインスピレーションの源はコリンズだった。）Time Goes はメロウなカントリー・サウンドで、イアン・タイソンの "Someday Soon" やイギリスのシンガーソングライター、サンディ・デニーが書いたタイトル曲などが収録されている。このアルバムにはコリンズの作曲した "My Father" やレナード・コーエンの「バード・オン・ザ・ワイヤー」の初めてのカヴァーも収録されている。
1970年代になると、コリンズはアート・ソングのシンガー、フォーク・シンガーとして確固たる評判を得ており、自作曲でも目立ち始めていた。この時期の彼女の曲には、キリスト教の伝統的な賛美歌「アメイジング・グレイス」、スティーヴン・ソンドハイムのブロードウェイ・バラード「Send in the Clowins」（いずれもシングルでトップ20入りを果たした）、ジョーン・バエズの "A Song for David"、そして "Born to the Breed" などの自作曲が含まれている。
コリンズは1978年1月に放送された「ザ・マペット・ショー」にゲスト出演し、 "Leather-Winged Bat"、"I Know An Old Lady who Swallowed a Fly"（ハエを飲み込んだ老婦人を知っている）、"Do Re Mi"、 "Send in the Clowns".を歌った。また、セサミ・ストリートにも何度か出演しており、何でもマペットの漁師たちとのコーラスで「漁師の歌」を披露したり、ビフやサリーとのトリオで「イエス」という言葉を使った歌を歌ったり、現代ミュージカルのおとぎ話のスキット「悲しきプリンセス」にまで出演している。1983年に放送されたアニメスペシャル「エルフの魔法 (The Magic of Herself the Elf)」の音楽や、ランキン・バスのテレビ映画 The Wind in the Willows の主題歌も担当している。コリンズの1979年のアルバム Hard Times for Loversはカバー・スリーブのヌード写真で話題になった。 
1990年、コリンズはコロムビア・レコードからアルバム　Fires of Eden をリリースした。このアルバムからキット・ヘインとマーク・ゴールデンバーグが書いたシングル "Fires of Eden" が生まれた。このシングルはビルボードのアダルト・コンテンポラリー・チャートで31位を記録した。発売当時、コリンズはこの曲をジョニー・カーソン出演の「ザ・トゥナイト・ショー」やジョーン・リバーズ出演の「ザ・ジョーン・リバーズ・ショー」などでライブで披露している。また、コリンズをフィーチャーしたミュージック・ビデオも公開された。その後、シェールは1991年のアルバム Love Hurts で "Fires of Eden" を録音した。コリンズの Fires of Eden の他の記憶に残る曲としては、"The Blizzard"、"Home Before Dark"や、ホリーズの "The Air That I Breath" のカバーなどがある。

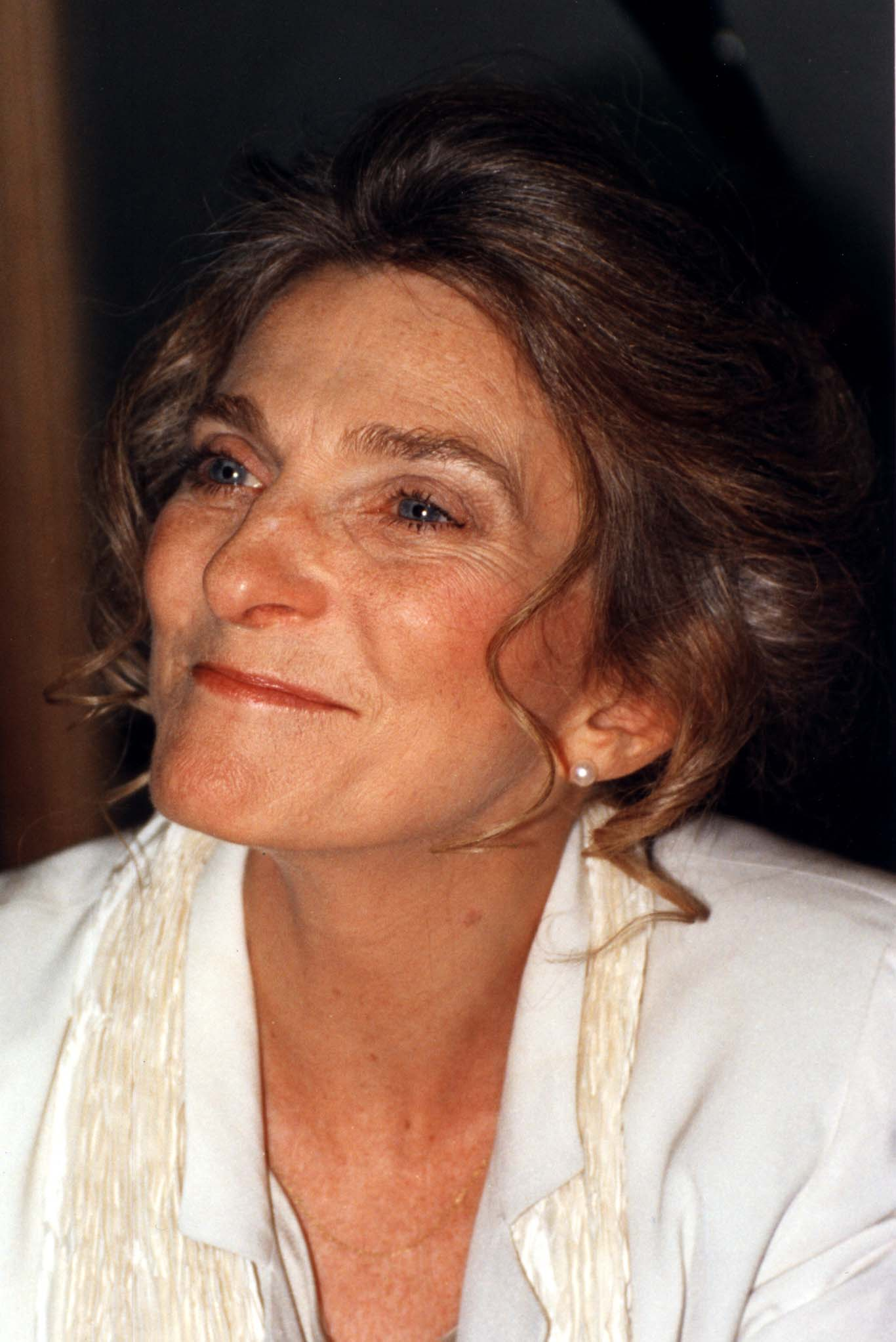
1995年のサイン会でのコリンズ

コリンズの最初の回顧録 Trust Your Heart は1987年に出版され、1995年には小説 Shameless が出版された。2作目の回顧録 Sanity and Grace（2003年）では、息子クラークの1992年1月の死について語っている。マネージャーのキャサリン・デポールの助けを借りてワイルドフラワー・レコードを設立する。レコードの売り上げはかつてのようなものではないが、彼女は今でもアメリカ、ヨーロッパ、オーストラリア、ニュージーランドでレコーディングやツアーを行っている。1993年にはビル・クリントン大統領の第一回就任式に出演し、「アメイジング・グレイス」と「チェルシーの朝」を歌った（クリントン夫妻は、娘のチェルシーをコリンズのレコードにちなんで命名したと語っている）。2006年にはエリオット・スピッツァーのCMで "This Little Light of Mine" を歌った。
ショーン・コルヴィン、ルーファス・ウェインライト、クリッシー・ハインドなど様々なアーティストが、2008年のトリビュート・アルバム Born to the Breed で彼女の楽曲をカバーしている。同年、コリンズはビートルズの曲のカヴァー集を発表し、5月18日にプラット・インスティテュートから名誉博士号を授与された。2010年、コリンズはニューポート・フォーク・フェスティバルでエイミー・スピースの曲 "The Weight of the World" を歌った。
コリンズは第7回、第9回、第10回、第11回、第12回、第13回、第14回のインディペンデント・ミュージック・アワードの審査員を務め、インディペンデント・ミュージシャンのキャリアを大きく支援した。
2012年7月、コリンズはオーストラリアのSBSテレビ番組「RocKwiz」にゲスト・アーティストとして出演した。
2019年6月25日、ニューヨーク・タイムズ誌は、2008年のユニバーサル・スタジオでの火災で素材が焼失したとされる数百人のアーティストの中にジュディ・コリンズをリストアップした。

## 社会活動
同世代の他の多くのフォーク・シンガーと同様に、コリンズは社会活動に惹かれていた。彼女の政治的理想主義はまた、1960年代のマルクス主義者の象徴であるチェ・ゲバラに敬意を表して「チェ（Che）」と題されたバラードを作曲することにもつながった。
コリンズはイッピー運動に共感し、その指導者であるアビー・ホフマンやジェリー・ルービンとも親交があった。1968年3月17日、ニューヨークのアメリカーナ・ホテルで開かれたホフマンの記者会見に出席し、党の結成を発表した。1969年、シカゴ・セブンを支持する証言中にピート・シーガーの「花はどこへ行った」を歌い始め、検事のトム・フォランと判事のジュリアス・ホフマンに叱責された。
1971年、『Ms』キャンペーンに署名し、生殖に関する自由を制限する「古風な法律」に終止符を打つことを呼びかけた "We Have Had Abortions"キャンペーンでは、女性たちが自分たちの物語を共有し、行動を起こすことを奨励していた。1982年には、5人の母親と、意図しない妊娠を中絶することを決めた彼女の両義的な気持ちを描いた曲　"Mama Mama" を書いた。
コリンズは1984年にリリースした銃反対の歌 "Shoot First" を書いた。
1990年代後半にはユニセフの代表を務め、地雷禁止国際キャンペーンに参加した。
その後の曲には環境をテーマにした "River of Gold" や夢想家をテーマにした "My Name Is Maria" などがある。

## 私生活
コリンズは11歳の時にポリオに感染し、2ヶ月間病院で隔離生活を送った。
コリンズは二度結婚している。彼女の最初の結婚は1958年にピーター・テイラーとのものであり、同年に一人っ子のクラーク・C・テイラーを産んだ。結婚生活は1965年の離婚で終わりを迎えた。
1962年、カーネギーホールでのデビュー直後、コリンズは結核と診断され、療養所で半年間療養した。
コリンズは1969年のクロスビー、スティルス&ナッシュの同名のデビュー・アルバムに収録されたスティーヴン・スティルスの曲「組曲: 青い眼のジュディの主題とされている。
コリンズは後に、自身が1970年代に禁煙した後、過食症に苦しんでいたことを認めた。「私は摂食障害にタバコからまっすぐに行きました」と1992年にピープル誌に語った。「私は吐き始めました。私は過食症について何も知らなかったし、確かにそれが中毒であることや、それが悪化することを知りませんでした。タバコをやめて20ポンド痩せることができたにもかかわらず、自分自身についての私の気持ちは、ますます絶望的なものになっていました」。彼女は長年のアルコール依存症、それが彼女の個人的な生活や音楽生活に与えたダメージ、そしてそれが彼女のうつ病の感情にどのように貢献したかを長く書いている。コリンズは、1960年代には他の薬物を試したものの、アルコールは常に彼女の父親のためにそうであったように、彼女の最初の選択の薬物であったことを認めている。コリンズは1978年にペンシルバニア州のリハビリプログラムに入り、それ以来、臨床的なうつ病と薬物乱用との長い闘病の後、1992年に33歳で自殺した、彼女の唯一の子供であるクラークの死のようなトラウマ的な出来事があっても断酒を維持してきた。クラークの死後、彼女は自殺防止のための活動家にもなった。
1996年4月、1978年4月から交際していたデザイナーのルイ・ネルソンと結婚。二人はニューヨークのマンハッタンに住んでいる。

## 表彰と認証
コリンズはグラミー賞でフォーク・パフォーマンス賞またはフォーク・レコーディング賞に4回、フォーク・アルバム賞に1回、女性ポップ・ボーカル・パフォーマンス賞に1回ノミネートされている。
- Judy Collins #3 (1964年)[43]
- In My Life (1968年)[44]
- Both Sides, Now (1969) 受賞[45]
- Bird on the Wire (1970年)[46]
- Send in the Clowns (1976年)[47]
- Silver Skies Blue アート・ヘストとの共作 (2017年)[48]

スティーヴン・ソンドハイムはコリンズのアルバム Judith での演奏が好評だったことから、1976年のグラミー賞ソング・オブ・ザ・イヤーを受賞した（この曲は「ソング・オブ・ザ・イヤー」と命名された）。
その他の受賞
- コリンズはジル・ゴッドミローとともに彼女のクラシックピアノの指導者である指揮者アントニア・ブリコについての1975年のドキュメンタリー映画 Antonia: A Portrait fo the Woman でアカデミー賞にノミネートされた[50]。
- 彼女の活動性と音楽的能力により、アメリカーナ・ミュージック・アソシエーション（Americana Music Association）はコリンズに「スピリット・オブ・アメリカーナ（Spirit of Americana）」/フリー・スピーチ・ライフタイム・アチーブメント・アワード（Free Speech Lifetime Achievement Award）を2005年の表彰式で授与した。
- 2006年にはコロラド州女性の殿堂入りを果たした[51]。
- 2009年5月、プラット・インスティテュートより名誉美術博士号を授与される。
- 2009年、コリンズはBBCラジオ2フォーク・アワードで生涯功労賞を受賞した

。
- コリンズの「アメイジング・グレイス」の演奏は、2017年にアメリカ議会図書館によって「文化的に、歴史的に、または芸術的に重要なもの」として国家保存重要録音制度に登録された

。

## チャート入りしたシングル
| 年     | 曲                                      | 米国 | 米国 アダルト コンテンポラリー | 豪州 | アルバム                      |
| ------ | --------------------------------------- | ---- | ------------------------------ | ---- | ----------------------------- |
| 1967年 | "Hard Lovin' Loser"                     | 97   | –                              | -    | In My Life                    |
| 1968年 | 「青春の光と影」                        | 8    | 3                              | 37   | Wildflowers                   |
| 1969年 | "Someday Soon"                          | 55   | 37                             | –    | Who Knows Where the Time Goes |
| 1969年 | 「チェルシーの朝」                      | 78   | 25                             | –    | シングルのみ                  |
| 1969年 | 「ターン・ターン・ターン」              | 69   | 28                             | –    | Recollections                 |
| 1970年 | 「アメイジング・グレイス」              | 15   | 5                              | 10   | Whales & Nightingales         |
| 1971年 | "Open the Door (Song for Judith)"       | 90   | 23                             | –    | Living                        |
| 1973年 | "Cook with Honey"                       | 32   | 10                             | –    | True Stories and Other Dreams |
| 1973年 | "Secret Gardens"                        | 122  | –                              | –    | True Stories and Other Dreams |
| 1975年 | "Send in the Clowns"                    | 36   | 8                              | 13   | Judith                        |
| 1977年 | "Send in the Clowns" (re-release)       | 19   | 15                             | –    | Judith                        |
| 1979年 | "Hard Times for Lovers"                 | 66   | 16                             | –    | Hard Times for Lovers         |
| 1984年 | "Home Again" (duet with T. G. Sheppard) | –    | 42                             | –    | Home Again                    |
| 1990年 | "Fires of Eden"                         | –    | 31                             | –    | Fires of Eden                 |

## 映画出演
- Baby's Bedtime (1992年)
- Baby's Morningtime (1992年)
- Junior (1994年)、妊婦のための温泉の係員
- Christmas at the Biltmore Estate (1998年)
- A Town Has Turned to Dust (1998年; ロッド・サーリングのSFが原案)
- The Best of Judy Collins (1999年)
- Intimate Portrait: Judy Collins (2000年)
- Judy Collins Live at Wolf Trap (2003年)
- Wildflower Festival (2003年) (エリック・アンダーセン（英語版）、アーロ・ガスリー（英語版）、トム・ラッシュをゲストに迎えたDVD)
- Girls (TV, 2013年), series 2, episode 8: "It's Back"
- Danny Says (2016年)

## 書誌
- Trust Your Heart (1987)
- Amazing Grace (1991)
- Shameless (1995)
- Singing Lessons (1998)
- Sanity and Grace: A Journey of Suicide, Survival and Strength (2003)
- The Seven T's: Finding Hope and Healing in the Wake of Tragedy (2007)
- Sweet Judy Blue Eyes: My Life in Music (2011) ISBN 0-307-71734-8 OCLC 699763852

## RIAA認証
| アルバム・タイトル            | 認証     |
| ----------------------------- | -------- |
| In My Life                    | Gold     |
| Wildflowers                   | Gold     |
| Who Knows Where the Time Goes | Gold     |
| Whales & Nightingales         | Gold     |
| Colors of the Day             | Platinum |
| Judith                        | Platinum |

## 参考情報
- 平和運動家の一覧（英語）